# Pierres du Jour
Les Pierres du Jour (1 164 mètres d'altitude) sont le point culminant des monts de la Madeleine, dans le Massif central. L'ensemble tire son nom de la grande pierre creusée de deux bassins située sur son sommet.

## Géographie
Le sommet des Pierres du Jour se trouve dans les monts de la Madeleine, dans la forêt domaniale de l'Assise, sur la commune de Laprugne, en limite sud-est du département de l'Allier. Sa flore se compose en majorité de sapins et de hêtres.

## Activités touristiques
Sur le versant nord des Pierres du Jour, sont implantés les téléskis et pistes de la station de sports d'hiver de la Loge des Gardes. L'été les remontées mécaniques fonctionnent pour la luge et les sports de glisse sur herbe. Été comme hiver, l'endroit est également propice à la randonnée.